# Agelaea borneensis
Agelaea borneensis — вид квіткових рослин родини коннарових (Connaraceae).

## Поширення
Вид поширений у Південно-Східній Азії. Трапляється на Яві, Суматрі, Малазійському півострові, Сінгапурі, Борнео і Філіппінах. Зростає в первинних, вторинних дощових лісах, часто поблизу струмків на висоті до 1300 м.

## Опис
Наземна ліана. Листки чергові, трійчасті, завдовжки до 12 см. Суцвіття складається з декількох гілок, на кожній по 7-10 дрібних квіток з білими пелюстками. Запилюється комахами. Плід — волосиста, еліпсоїдна ягода до 1,2 см в діаметрі.

## Значення
З гілок рослини виготовляють канати та сітки. Рослина використовується також у ландшафтному дизайні.